# Akodon polopi
Akodon polopi és una espècie de mamífer rosegador de mida petita del gènere Akodon i la família dels cricètids. Habita el centre del Con Sud de Sud-amèrica.

## Taxonomia
Aquesta espècie fou descrita originalment el 2010 pels zoòlegs Juan Pablo Jayat, Pablo E. Ortiz, Jorge Salazar-Bravo, Ulyses F. J. Pardiñas i Guillermo D'Elía.

### Localitat tipus
La localitat tipus referida és: «Pampa de Achala, a 6 km a l'est (per l'autopista 34) de l'antena repetidora La Posta, 2.200 msnm (31º36'44.5"S 64º48'48.7"W), departament San Alberto, província de Córdoba, Argentina».

### Etimologia
El nom específic és un epònim que es refereix al cognom del mastòleg Jaime José Polop, investigador de la Universitat nacional de Río Cuarto (província de Córdoba, Argentina) per les seves valuoses contribucions a la comprensió de la història natural dels rosegadors sigmodontins del centre de l'Argentina. A més, recollí moltes de les mostres utilitzades en la caracterització de l'espècie i fins i tot alertà sobre el seu caràcter distintiu.

### Holotip
L'holotip és: MACN 23.486, un mascle adult (classe d'edat 4), recollit per J. Pablo Jayat, Pablo E. Ortiz, Daniel García López, i Rodrigo González el 17 d'agost del 2008 (número de camp original JPJ 2125). Se'n conservaren la pell, el crani, l'esquelet i teixits en alcohol. Set espècimens recollits a la localitat tipus foren designats paratipus (CNP 1927, 1928; CML 7672, 7673, i MACN 23487, 23488 i 23489).

### Caracterització i relacions filogenètiques
Entre els caràcters diagnòstics que la diferencien hi ha la coloració marró del pelatge dorsal (pot ser més clara als flancs), el mentó amb una petita però distingible taca blanca (a vegades absent) i la cua (a vegades bicolor) que representa aproximadament el 70% de la longitud del cos i el cap. La seva mida és intermèdia per al gènere.
Juntament amb A. boliviensis, A. caenosus, A. sylvanus i A. spegazzinii, A. polopi pertany al grup d'espècies A. boliviensis, que inclou formes de cos petit i morfològicament similars que habiten prades d'altiplà i l'ecotò prada/bosc del vessant oriental dels Andes, des del centre del Perú fins al centre de l'Argentina, amb una major diversitat d'espècies (4) al nord-oest d'aquest últim país.

## Hàbitat i distribució
Aquest rosegador només es coneix de prades d'altitud d'algunes localitats de la província de Córdoba, al centre de l'Argentina: Pampa de Achala, un altiplà situat a les Sierras Grandes, tres localitats del departament Río Cuarto (Cerro de Oro, Puesto González i La Ventana, totes a altituds superiors a 1.500 msnm) i dos llocs addicionals a Pampa de San Luis, departament Cruz del Eje (sud-est de Pampa de San Luis, 1.900 msnm, i prop de Cuchilla Nevada, 1700-1800 msnm).
Aquest rosegador és endèmic del centre de l'Argentina i és l'única espècie del grup d'espècies A. boliviensis que viu a la pampa de Achala de les Sierras Grandes i pampes relacionades, conjunt que forma un sistema muntanyós aïllat per més de 600 km de la cadena principal dels Andes, entre els quals es presenten planes i serralades de baixa elevació, àrides i semiàrides.